# پریستین (گروه موسیقی)
پریستین (کره‌ای: 프리스틴؛ انگلیسی: Pristin) گروه دخترانه اهل کره جنوبی بود که توسط پلدیس انترتینمنت در سال ۲۰۱۶ شکل گرفت. این گروه ده عضو داشت: نایونگ، روآ، یوها، اون‌وو، رِنا، کیول‌کیونگ، یه‌هانا، سونگ‌یون، شی‌یون و کایلا. بیشتر اعضا در برنامه تلویزیونی پرودوس ۱۰۱ حضور داشتند و دو عضو نایونگ و کیول‌کیونگ توانستند به عنوان عضوی از گروه پروژه دخترانه آی.او. آی فعالیتشان را آغاز کنند، پیش از اینکه به سایر اعضای گروه پریستین بپیوندند و در ۲۱ مارس ۲۰۱۷ با انتشار آلبوم چندآهنگه های! پریستین فعالیتشان را آغاز کنند. پریستین به خاطر نوشتن و آهنگسازی موسیقی خود شهرت داشت. پس از نزدیک به یک و نیم سال بدون فعالیت، گروه در ۲۴ مه ۲۰۱۹، زمانیکه تنها سه عضو از ده عضو قرارداد خود را با پلدیس انترتینمنت تمدید کرده بودند، منحل شد.

## اعضا
- نایونگ (کره‌ای: 나영) — لیدر[۵]
- روآ (کره‌ای: 로아)
- یوها (کره‌ای: 유하)
- اون‌وو (کره‌ای: 은우)
- رِنا (کره‌ای: 레나)
- کیول‌کیونگ (کره‌ای: 결경)
- یه‌هانا (کره‌ای: 예하나)
- سونگ‌یون (کره‌ای: 성연)
- شی‌یون (کره‌ای: 시연)
- کایلا (کره‌ای: 카일라)

### زیرگروه
- پریستین وی (کره‌ای: 프리스틴 V) – نایونگ، روآ، اون‌وو، رنا، کیول‌کیونگ[۶]